# Теодоряну, Стефана Велизар
Стефана Велизар Теодоряну (рум. Ștefana Velisar Teodoreanu, 17 октября 1897, Санкт-Мориц — 30/31 мая 1995) — румынская романистка, поэт и переводчик; жена писателя Йонеля Теодоряну. Поощрённая к литературе своим мужем, она была поздним представителем попоранского традиционализма, который она дополнила «моральными темами», связанными с румынским православием. Её ранние работы, создававшиеся во время Второй мировой войной, в основном состоят из романов, посвященных внутренним конфликтам и «моральным триумфам» провинциальных женщин — таких как она сама. Во многом дополняя своими произведениями работы собственного мужа, Стефана Теодоряну в своё время завоевали похвалу критиков, но впоследствии подверглась их отрицательным отзывам, за «идиллические» и «дидактические» книги.
Будучи, как и её муж, антикоммунистом, Велисар помогала писателям и политическим деятелям, преследуемым коммунистическим режимом в Румынии. Она продолжала публиковаться и позже, перейдя, главным образом, к совместной переводческой работе (до конца 1960-х годов) и заслужила признание своими переводами классиков русской литературы на румынский язык. В тот же промежуток времени она стала вдовой — смерть мужа произошла в разгар «коммунистического давления» на семью: её зять Пэсторель был заключен в тюрьму, как и её друг — Дину Пилла, а многие знакомые бежали из Румынии. Позднее, когда обстоятельства стали более благоприятными, Велисар жила тихой и спокойной жизнью и, в конце концов, ушла в монастырь Văratec. Её поздняя работа состояла из воспоминаний об отношениях с Теодореану, а также — из публикации писем, которые она отправляла семье Пилла.

## Биография

### Ранние годы и литературный дебют
Стефана родилась в швейцарском курортном городе Санкт-Мориц; её родителями были дипломат Ştefan Lupaşcu (1872—1946) и французская подданная Мария Мазурье. Отец Стефани, будучи высокопоставленным членом масонской ложи, происходил из боярского дворянства Молдавии. В связи с тем, что отец часто находился в дипломатических и деловых поездках, Стефани в основном воспитывали румынские родственники.
Согласно историям, которые она позже рассказала своим друзьям, Стефана посещала начальную школу во Франции. Затем она окончила центральную школу для девочек в Бухаресте. Во время военных кампаний Первой мировой войны она жила со своими двоюродными братьями Делаверзан, Селла и Хенриета в Яссах: именно через них она впервые встретила около 1916 года в те годы студента и начинающего писателя Ионеля Теодораяну, сына юриста и политика Освальда Теодореану. По её собственным словам, он сразу был привлечён её «блестящими черными глазми» и первыми литературными опытами. К маю 1919 стихи Ионеля, содержавшие любовные признания в адрес Стефани, появились в «Литературном журнале».
В 1920 году Стефана вышла замуж за Ионеля: на церемонии присутствовали члены литературного кружка Viaţa Românească, включая Гарабета Ибрэиляну. Таким образом она также стала и невесткой юмориста Пэсторела. В браке Стефана Теодоряну вскоре родила двоих детей: близнецов Штефана «Цефоне» (или «Афане») и Освальда «Гого». Молодая семья жила в доме на улице Когэлничану в Яссах и длительное время соседствовала с Петру Пони и Александру Филиппедом. Близким другом семьи был и романист Михаиле Садовяну, с которым они вместе поехали в Турцию в 1934 году.
Стефана была частым гостем салона Viaţa Românească; её собственная первая работа была опубликована в 1929 году в журнале Bilete de Papagal. Стефана также сотрудничала с журналами Revista Fundaţiilor Regale и Familia. Её псевдоним «Велисар» был использован в главном произведении её мужа — романе «Медельи» (1925) — для персонажа, непосредственно созданного по образцу Стефани.

### Вторая мировая война романов
Переехав в Бухарест в 1938 году, семья теперь владела особняком на улице Ромулус, к западу от Дудешти. Они также владели домом на улице Михая Эминеску, Dorobanţi, который Ионел получил от Федерации еврейских общин за его услуги в качестве адвоката. Сама Велизар опубликовала роман «Calendar vechi» (Старый календарь) незадолго до Второй мировой войны и получила за него премию Румынской ассоциации интеллектуалов. За этой книгой последовали и другие: в 1940 году был напечатан роман «Viaţa cea de toate zilele» (Повседневная жизнь), а в 1943 — лирическая записная книжка «Cloşca cu pui» (Курица и девочка).
Проза Теодоряну, которую часто критикуют за «квинтэссенцию женственного парфюма», имела тенденцию к орнаментации и лиризму. В июле 1939 года рецензент Эуген Ловинеску писал, что «очень нежный талант» Теодоряну стоял в стороне от других женских авторов, появившихся в то время: она не придерживалась ни «психологического эротизма» Целла Серги и Лючии Деметриус, ни «самой зажигательной» чувственности Сораны Гуриан. По словам исследователя Елены Панаит, как на уровне построения персонажа, так и с точки зрения литературного послания, в произведениях Теодоряну имеется заметный след Рабиндраната Тагора, Льва Толстого и Ивана Тургенева. Сама Стефана оставалась страстным читателем Тагора и в преклонном возрасте.